# Peabo Bryson
Peabo Bryson, né le 13 avril 1951 à Greenville, est un chanteur et auteur-compositeur américain de rhythm and blues.

## Discographie
Albums :
- 1976 : Peabo (Bullet)
- 1978 : Reaching For The Sky (Capitol)
- 1978 : Crosswinds (Capitol)
- 1979 : We're The Best of Friends (avec Natalie Cole) (Capitol)
- 1980 : Live & More (avec Roberta Flack) (Atlantic)
- 1980 : Paradise (Capitol)
- 1981 : I Am Love (Capitol)
- 1982 : Turn The Hands of Time (Capitol)
- 1982 : Don't Play With Fire (Capitol)
- 1983 : Born To Love (avec Roberta Flack) (Capitol)
- 1984 : Straight From The Heart (Elektra)
- 1984  : "If ever you're in my arms again", a soundtrack of "la série" Santa Barbara, 1984.
- 1985 : Take No Prisoners (Elektra)
- 1986 : Quiet Storm (Elektra)
- 1988 : Positive (Elektra)
- 1989 : All My Love (Capitol)
- 1991 : Can You Stop the Rain (Columbia)
- 1994 : Through the Fire (Columbia)
- 1997 : Peace on Earth (Private Music)
- 1999 : Unconditional Love (Private Music)
- 2007 : Missing You (Peak)